# Charles Pellegrini
 (janvier 2012).
Améliorez-le ou discutez des points à vérifier. 
Pour les articles homonymes, voir Pellegrini.
Charles Pellegrini, né le 25 octobre 1938 en Tunisie, est un auteur et chef d'entreprise français, ancien commissaire divisionnaire.

## Carrière
Issu d'une famille corse, il effectue sa scolarité à Porto-Vecchio puis au lycée Thiers de Marseille, où il obtient son bac en sciences expérimentales à dix-huit ans. Il s'engage dans l'infanterie de marine puis il entre dans la police nationale, où il effectuera l'essentiel de sa carrière : d'abord dans les Compagnie républicaine de sécurité (CRS), puis la police judiciaire, à la Brigade de répression du banditisme de Lyon et finalement l’Office central de répression du banditisme (OCRB) dont il sera l'adjoint puis le chef entre 1973 et 1981. Après sa retraite, Charles Pellegrini a exercé dans le domaine du  conseil aux entreprises. Il dirige ainsi, depuis plusieurs années, CP Médiation et MP Investigations et s’est spécialisé dans l’intelligence économique et la gestion des risques. Ses relations avec des personnalités du grand banditisme corse comme Marcel Francisci feront l'objet de controverses, ainsi que sa présidence de l'Aviation Club de France, un cercle de jeu parisien à la réputation sulfureuse.
Charles Pellegrini est pilote privé d’avion et d’hélicoptère. Il est également président d’un aéro-club en Normandie.
Il est condamné en 2025, dans le cadre de l'affaire LVMH Fakir Squarcini.

## Écrits
Il relate dans ses mémoires, Flic de conviction (Éd. Anne Carrière) les grandes étapes de son existence depuis ses engagements d’étudiant en passant par l’Algérie, mai 68, Clairvaux, le Gang des Lyonnais, le Club Méditerranée de Corfou, les affaires de rapt, le grand banditisme, Jacques Mesrine, la lutte antiterroriste et le monde secret du renseignement.
Auteur à succès, il a écrit plusieurs ouvrages :
- En 2015, il publie Flic & Corse aux éditions du Toucan.
- En 2012, il publie Histoires d'espions : Le renseignement à l'heure de l'espionnage économique (Éd. La Manufacture des livres).
- En 2011, il publie avec Jérôme Pierrat, Histoires de PJ (Éd. La Manufacture des livres) qui retrace les belles affaires de tous les « antigangs ».
- En 2007, Charles Pellegrini écrit La sécurité n'existe pas » (Éd. Anne Carrière) une suite pessimiste à  Banlieues en flammes. La tolérance de la diversité au-delà du tolérable a pour conséquence une contestation violente et généralisée de l’ordre public.
- En 2005, 15 ans après et dans le droit fil de Demain la guerre civile, en pleine crise des banlieues, Charles Pellegrini écrit Banlieues en flammes (Éd. Anne Carrière), incivilités, voitures brûlées, vols, émeutes, trafic de drogue, trafic d’armes, agressions, viols collectifs…
- En 2003 Cols blancs et mains sales, un thriller sur la guerre économique, levant le voile sur certaines pratiques délictueuses parfois criminelles du monde des affaires.
- En 1992, bien avant l'attentat du RER à Paris en 1995, le FIS en France, mythe ou réalité décrit la montée de l’intégrisme en Algérie et le poids de l’Islam en France. Ce mouvement peut-il avoir une réelle influence sur le comportement des musulmans en France ? Sont-ils sensibles aux sirènes intégristes ? Quelles répercussions sur la sécurité intérieure ?
- En 1991, Demain la guerre civile. Dans ce livre, selon Charles Pellegrini, il n’est aucune vérité qu’il faille craindre de dire : la sécurité, la police, la justice, l’éducation, l’État providence, les banlieues, l’immigration.